# Diözese Lincoln

Wappen

Die Diözese Lincoln ist eine Diözese der Church of England in der Province of Canterbury. Ihr Sitz ist die Kathedrale von Lincoln in Lincoln. Der aktuelle Bischof ist Stephen Conway. Bis zur englischen Reformation war sie eine römisch-katholische Diözese.

## Geschichte
Die Diözese wurde 679 als Bistum Leicester gegründet. Im 9. Jahrhundert wurde der Sitz wegen der Wikingerüberfälle nach Dorchester verlegt und die Diözese hieß nunmehr Bistum Dorchester. Später wurde es mit dem Bistum Lindsey vereinigt. Damals war das Bistum das größte in England und erstreckte sich von der Themse bis zur Mündung des Humber. 1072 verlegte Remigius de Fécamp, Bischof zur Zeit Wilhelm des Eroberers, den Sitz des vereinigten Bistums nach Lincoln.

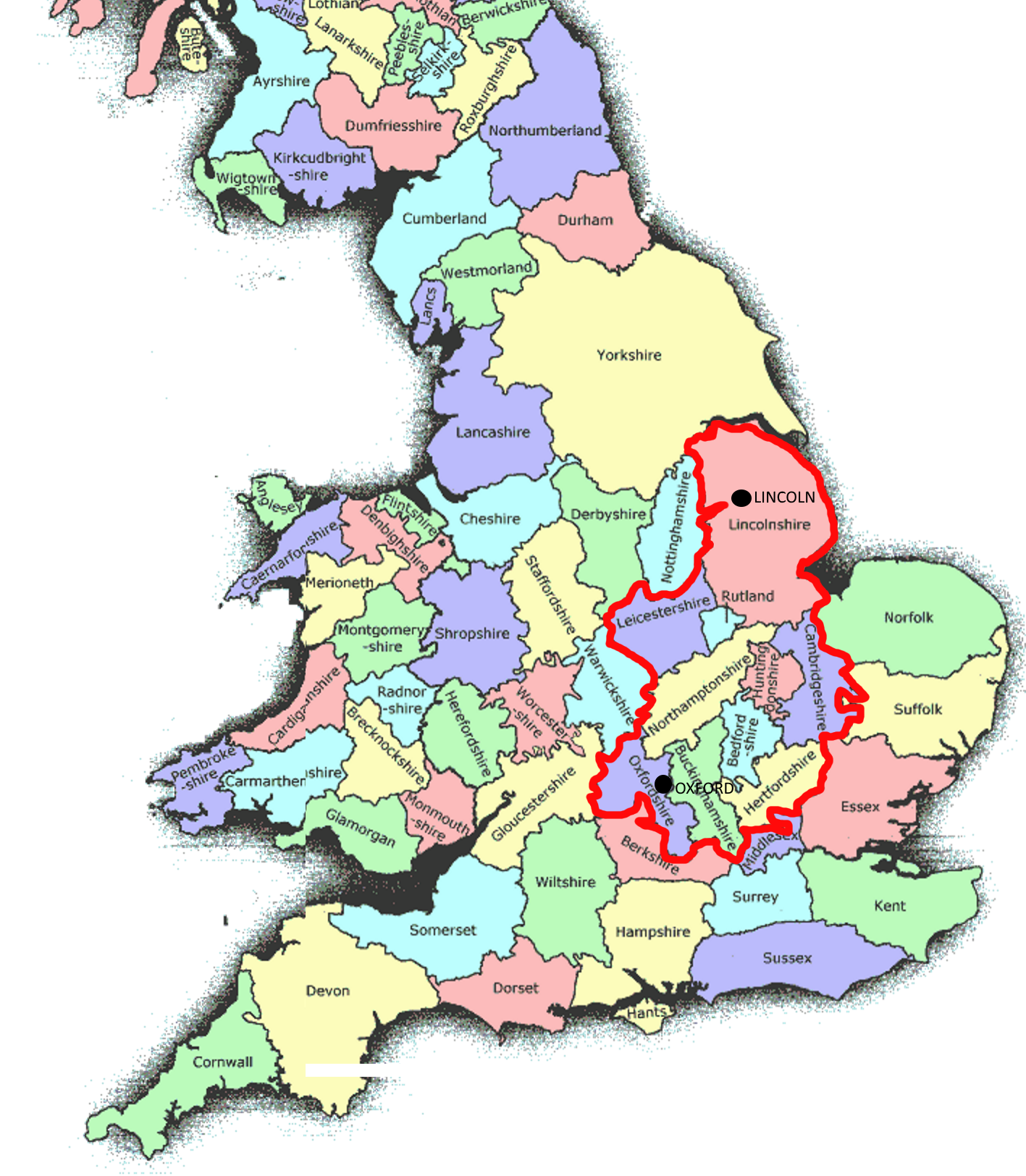
Gebiet der mittelalterlichen Diözese

1541 gründete Heinrich VIII. aus Gebieten des Bistums die Diözesen Oxford und Peterborough. Danach bestand das Bistum aus zwei getrennten Gebieten. 1837 wurde das südliche Gebiet aufgelöst. Bedfordshire und Huntingdonshire kamen an die Diözese Ely sowie Hertfordshire an die Diözese Rochester und Buckinghamshire an die Diözese Oxford. 1837 wurde die Grafschaft Leicestershire der Diözese Peterborough zugeordnet. Das Gebiet wurde 1927 als Diözese Leicester unabhängig.

Ebenfalls 1837 wurde das Archidiakonat Nottingham, zuvor zum Erzbistum York gehörend, in die Diözese Lincoln verlegt. 1884 wurde aus dem Archidiakonat Nottingham und dem Archidiakonat Derby von der Diözese Lichfield die Diözese Southwell errichtet.

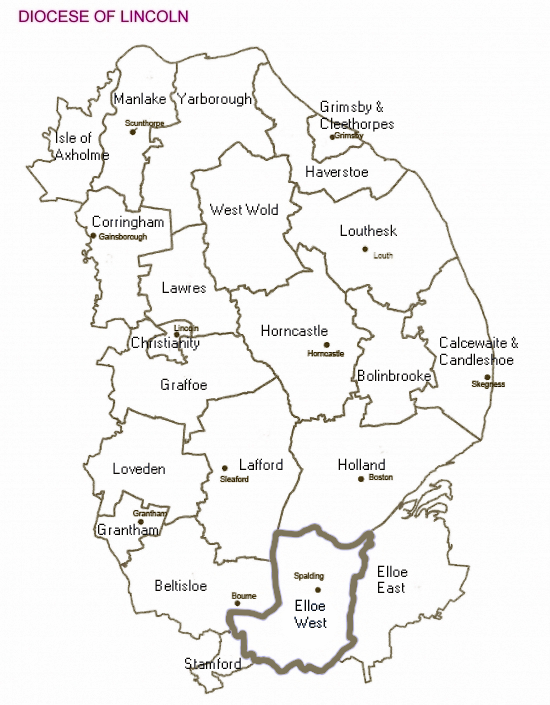
Dekanate der Diözese

## Bischöfe
Neben dem Diözesanbischof gibt es zwei Suffraganbischöfe in Grimsby und Grantham.

## Archidiakonate
Die Diözese ist seit 2013 in drei (zuvor zwei) Archidiakonate und 22 Dekanate gegliedert.
- Archdeaconry of Lincoln (gegründet im 11. Jahrhundert): Bolingbroke; Calcewaithe und Candleshoe; Christianity; Graffoe; Horncastle; Lafford; Louthesk
- Archdeaconry of Stow and Lindsey (gegründet im 11. Jahrhundert): Isle of Axholme; Corringham; Grimsby und Cleethorpes; Haverstoe; Lawres; Manlake; West Wold; Yarborough
- Archdeaconry of Boston (gegründet 2013): (Aveland und Ness mit) Stamford; Beltisloe; Elloe East; Elloe West; Grantham; Holland; Loveden